# 方洞镇
方洞镇，是中华人民共和国四川省泸州市泸县下辖的一个乡镇级行政单位。

## 行政区划
方洞镇下辖以下地区：
向阳社区、龙洞山社区、董湾村、薛湾村、庆丰村、新联村、陈田村、石牌坊村、宋田村、邹寺村、屈湾村、三界村、增湾村和雨锋村。

## 中国传统村落
2013年8月，石牌坊村被评为第二批中国传统村落。